# Klaus Jungbluth
Klaus Jungbluth Rodríguez (Guayaquil, Ecuador; 10 de julio de 1979) es un esquiador de fondo ecuatoriano. 

## Carrera de esquí
En 2016, Jungbluth buscó y recibió la ayuda del Comité Olímpico Nacional de Ecuador para crear una federación de esquí para Ecuador, lo que le permitió competir por el país. Klaus vive y entrena en Mountain Creek, Queensland, Australia. Se convirtió en el primer atleta de Ecuador en competir en los Juegos Olímpicos de Invierno. El 19 de enero de 2018, Rodríguez fue nombrado portador de la bandera del país durante la ceremonia de apertura.
Fue galardonado con el premio Espíritu Olímpico 2018 por el Comité Olímpico Nacional de Ecuador.

## Vida personal
Jungbluth está completando su doctorado en Fisiología del ejercicio en la Universidad de Sunshine Coast en Australia. Anteriormente completó una licenciatura en fisioterapia (2009) en la Universidad Charles de Praga, República Checa y una maestría en fisiología del ejercicio (2011) en la Universidad Noruega de Ciencia y Tecnología (NTNU) en Trondheim, Noruega. Habla seis idiomas: español, inglés, italiano, checo, noruego y alemán. Actualmente reside en Sunshine Coast, Queensland, Australia con su esposa Erika y sus hijas más jóvenes, Kikkan y Elisa, mientras que sus dos hijas mayores, Kiersten y Melina, viven en Guayaquil.
Fue el único representante de la nación de Ecuador en los Juegos Olímpicos de Invierno de 2018 en Corea del Sur. 